# Моравці
Мора́вці (чеськ. Moravané, розмовне Moraváci, застаріле Moravci) — західнослов'янський народ, який мешкає переважно у Моравії (східна частина Чехії та західні райони  Словаччини). В 623 - 658 роках моравці входили до складу слов'янської держави Само. У IX віці моравці прийняли християнство.
Тривають дискусії щодо того, чи моравці є самостійним народом, чи субетнічною групою в складі чеського етносу.
За переписом 1991 р. 1 362 313 особи визначили свою національність як моравці. У 2001 р. знизилася чисельність моравців до 380 474 особи.
За переписом 2021 р. моравцями себе назвали 359 621 особи. 
Моравці розмовляють чеською мовою. Розрізняються середньоморавський (ганацький) і моравсько-словацький діалекти.